# Abadía de Chelles
La abadía de Chelles (en francés Notre-Dame-des-Chelles), fue una abadía merovingia situada en Chelles, departamento de Sena y Marne (Francia), y dedicada a San Jorge. Fue fundada en el lugar de un antiguo palacio merovingio (Villa Calae) por santa Batilde, viuda del rey Clodoveo II, entre 657 y 660. Posteriormente fue cerrada en 1700 y vendida en 1796 durante la Revolución francesa.[cita requerida]

## Acontecimientos
- Frecuentes visitas del rey Chilperico I a la abadía, hasta su asesinato, cerca de ella, en el 584.
- En él fue monja Swanachild, esposa de Carlos Martel.
- En él fueron monjas Gisela y Gertrude, respectivamente hermana e hija de Carlomagno.
- Desaparición de un famoso cáliz merovingio de oro durante la Revolución francesa.

## Galería

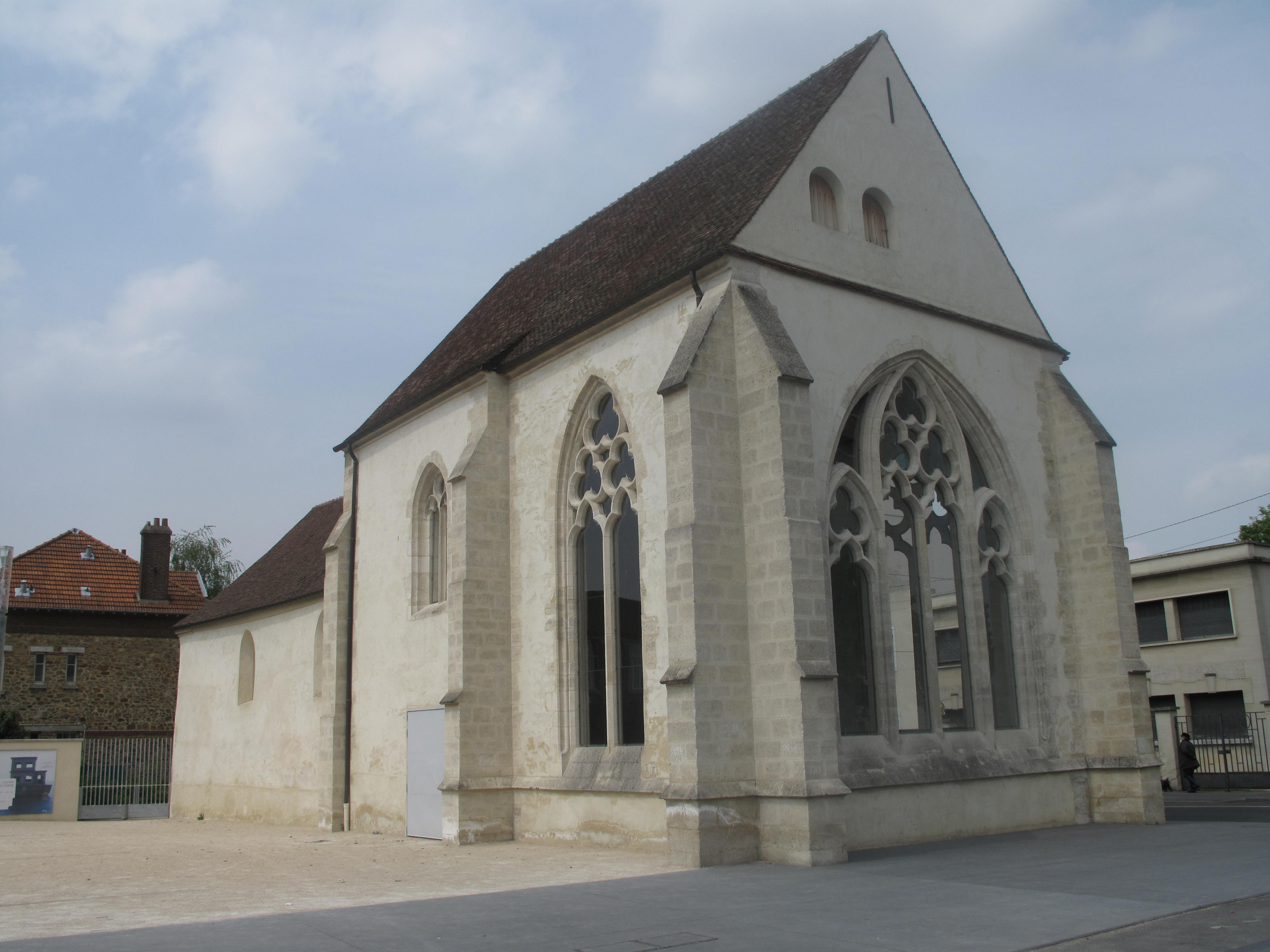
Iglesia de la abadía
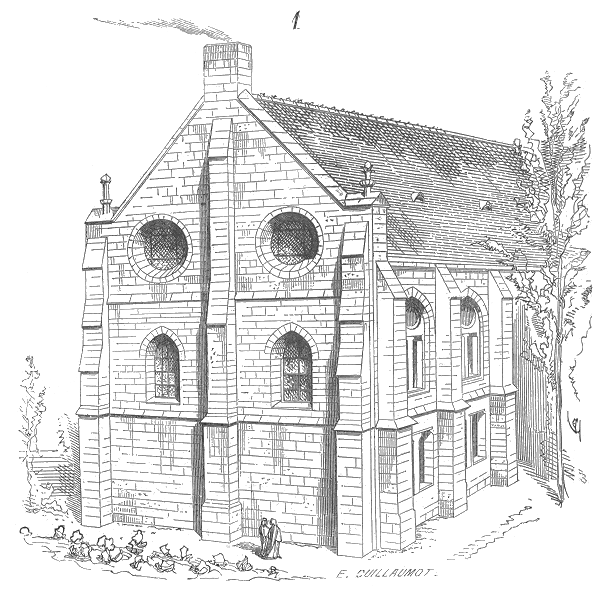
Reconstrucción de Eugène Viollet-le-Duc del aspecto en el siglo XIII
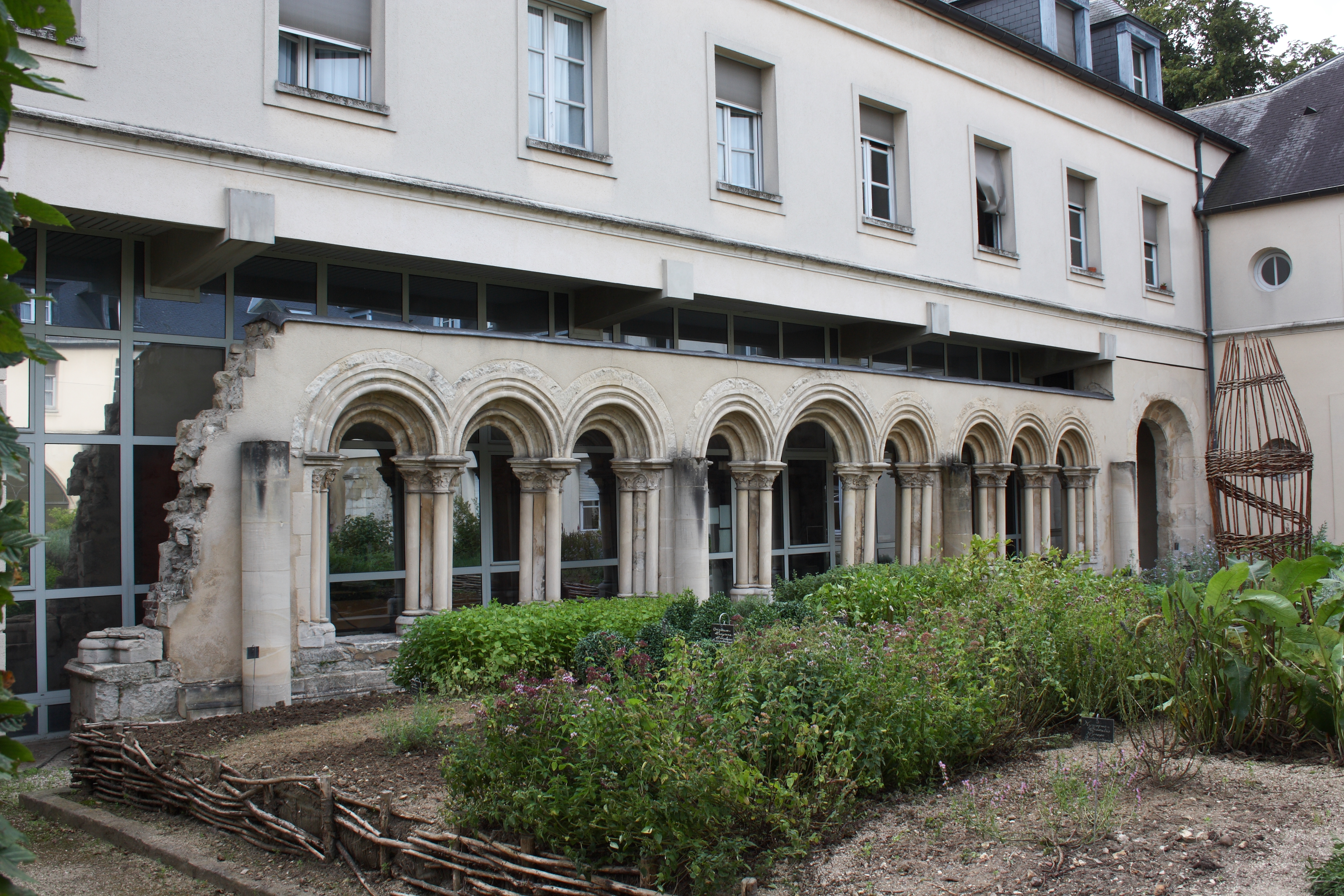
Abadía con restos de la primitiva abadía